# TGV intersecteurs
 (septembre 2012).
Si vous disposez d'ouvrages ou d'articles de référence ou si vous connaissez des sites web de qualité traitant du thème abordé ici, merci de compléter l'article en donnant les références utiles à sa vérifiabilité et en les liant à la section « Notes et références ».
Un TGV intersecteur également appelé TGV province-province est un TGV qui n'a ni pour origine ni pour destination une des grandes gares parisiennes. Il relie donc une gare de province à une autre gare de province (voire étrangère, comme Bruxelles et Luxembourg) sans desservir une gare intramuros de Paris. La quasi-totalité d'entre eux du fait de la géographie du réseau de LGV en France passent néanmoins par l'Île-de-France et desservent une ou plusieurs des gares TGV de la banlieue parisienne que sont Marne-la-Vallée - Chessy TGV, Aéroport Charles-de-Gaulle 2 TGV et Massy TGV. Mais quelques rares TGV intersecteurs ne passent pas par l'Île-de-France, comme les Luxembourg-Marseille/Montpellier, Genève-Marseille, Nice-Nancy, Lyon-Toulouse.
Les TGV intersecteur existent pour estomper l'historique étoile de Legrand, éviter des correspondances malcommodes dans Paris, soulager les gares parisiennes qui sont en voie de saturation, offrir de nouveaux points d'accès TGV en Île-de-France et vers des équipements forts comme le parc Disneyland ou l'aéroport de Roissy-Charles de Gaulle. Ainsi est-il possible d'effectuer sans changement de trains des parcours comme Strasbourg - Bordeaux, Rennes - Marseille, Bruxelles - Perpignan, Londres - Avignon, etc.

## Historique
Le réseau TGV a été construit au départ de Paris pour des TGV radiaux reliant la capitale à différentes gares de province par des lignes radiales indépendantes (LGV Sud-Est, LGV Atlantique, LGV Nord et LGV Est européenne). Dans les années 1980, il y a eu des prémices de TGV intersecteurs comme des Lille - Lyon ou Rouen - Lyon mais cela resta anecdotique en raison d'un réseau TGV alors limité à la ligne TGV Paris - Lyon.
Mais avec le développement du réseau TGV et notamment la construction de la LGV Interconnexion Est qui relie toutes les grandes radiales entre elles (via la ligne de Grande Ceinture pour la LGV Atlantique), les TGV intersecteurs montent alors réellement en puissance au point d'avoir un trafic voyageurs en croissance plus important que les TGV radiaux (trafic qui leur revient tout de même en majorité).

## Utilisation
La rentabilité d'un TGV intersecteur ne se base pas juste sur le nombre de voyageurs entre les gares terminus de son parcours mais grâce aussi à son trafic de cabotage. Ces trains se caractérisent par un grand nombre d'arrêts intermédiaires, où il y a beaucoup de voyageurs qui montent ou descendent, pour des trajets de moyenne distance, entraînant ainsi une occupation continue de la rame TGV.
Par exemple, sur une relation Lille - Marseille, il n'y a pas assez de voyageurs pour rendre un TGV direct « rentable » entre ces deux villes, mais sur ce train, une même place sera occupée par un voyageur de Lille à l'aéroport de Roissy et par un autre jusqu'à Lyon et ainsi de suite. C'est la succession de ces différents voyageurs qui rend un TGV Lille - Marseille rentable.
Enfin, les TGV intersecteur ont un rôle important dans l'attractivité de sites comme l'aéroport de Roissy-Charles de Gaulle et le parc Disneyland, grâce à leur desserte rapide depuis ou vers différentes villes de province sans passer par Paris.